# Javier Beltrán
Javier Beltrán (Barcelona, 18 de maig de 1983) és un actor de teatre i cinema català. Va cursar els seus estudis d'Humanitats a la Universitat Pompeu Fabra, i també va estudiar quatre anys d'art dramàtic a l'escola d'actors Nancy Tuñón entre el 2004 i el 2008. Va treballar en obres de teatre com History Boys d'Alan Bennett, i el 2008, amb Sense límits, va passar del teatre a la gran pantalla.

## Teatre
- 2008: Els nois d'Història (History Boys) d'Alan Bennett, dirigida per Josep Maria Pou. Teatre Goya (Barcelona).[2]
- 2010: Los chicos de Historia (History Boys) d'Alan Bennett, dirigida per Josep Maria Pou. Sala Roja (Madrid).[3]
- 2014: Victòria d'Enric V, adaptació de l'obra Enric V de Shakespeare dirigida per Pau Carrió, amb La Kompanyia Lliure. Teatre Lliure (Barcelona).[4]
- 2017: L'hostalera, de Carlo Goldoni dirigida per Pau Carrió, amb La Perla 29. Biblioteca de Catalunya (Barcelona).[5]
- 2018: Sol solet, d'Àngel Guimerà, dirigida per Carlota Subirós. Teatre Nacional de Catalunya (Barcelona).[6]
- 2019: La tendresa, escrita i dirigida per Alfredo Sanzol, amb Dagoll Dagom i T de Teatre. Teatre Poliorama (Barcelona).[7]

## Filmografia
| Any     | Títol                          | Personatge            | Notes          |
| ------- | ------------------------------ | --------------------- | -------------- |
| 2008    | Zoo                            | Pep                   | sèrie de TV    |
| 2008    | Sense límits (Little Ashes)    | Federico García Lorca | pel·lícula     |
| 2008    | El paso                        | Álex                  | curtmetratge   |
| 2012    | Tornarem                       | García jove           | minisèrie      |
| 2011-12 | La Riera                       | Lluc                  | sèrie de TV    |
| 2012    | Animals                        | Llorenç               | pel·lícula     |
| 2013    | Ruleta                         | Santi                 | curtmetratge   |
| 2014    | Solitarios                     | Santi                 | curtmetratge   |
| 2015    | Tercer grado                   | Toni Rodríguez        | pel·lícula     |
| 2016    | Forma/Shape                    | Javi                  | curtmetratge   |
| 2017    | Hasta mañana                   |                       | curtmetratge   |
| 2018    | El día de mañana               | Xavi Castellnou       | sèrie de TV    |
| 2018    | La dona del segle              | Juli Vallmitjana      | telefilm       |
| 2018    | Si no t'hagués conegut         | Òscar                 | sèrie de TV    |
| 2019    | Com si fos ahir                | Bruno                 | sèrie de TV    |
| 2020    | L'hèroe                        | Hèroe                 | obra de teatre |
| 2021    | El inocente                    | Oscar Crespo          |                |
| 2021    | Las leyes de la frontera       |                       | pel·lícula     |
| 2021    | La templanza                   | Gustavo Zayas         | sèrie de TV    |
| 2022    | Modelo 77                      | Arnau Solsona         | pel·lícula     |
| 2022    | Los renglones torcidos de Dios | Dr. César Arellano    | pel·lícula     |
| 2023    | La mesías                      | Ricardo               | sèrie de TV    |